# Rio Manso (vattendrag i Brasilien, Minas Gerais, lat -20,15, long -44,23)
Rio Manso är ett vattendrag i Brasilien.   Det ligger i delstaten Minas Gerais, i den sydöstra delen av landet, 600 km sydost om huvudstaden Brasília.
Omgivningarna runt Rio Manso är huvudsakligen savann. Runt Rio Manso är det glesbefolkat, med 16 invånare per kvadratkilometer.